# Polynucléarisation
La polynucléarisation est un phénomène en essor depuis quelques décennies. Il est une conséquence de l'étalement urbain qui, de par son action décentralisatrice sur les grandes villes et leurs centres-villes, crée d'autres nœuds (concentration d'activités et de population) en périphérie rapprochée des villes, d'où le terme polynucléarisation qui signifie création de plusieurs noyaux.